# Mosquée Saheb Ettabaâ
La mosquée Saheb Ettabaâ, « mosquée du garde du sceau » en français, souvent appelée mosquée Youssef Saheb Ettabaâ (arabe : جامع يوسف صاحب الطابع), est une mosquée de Tunis située dans le quartier de Halfaouine.

## Histoire

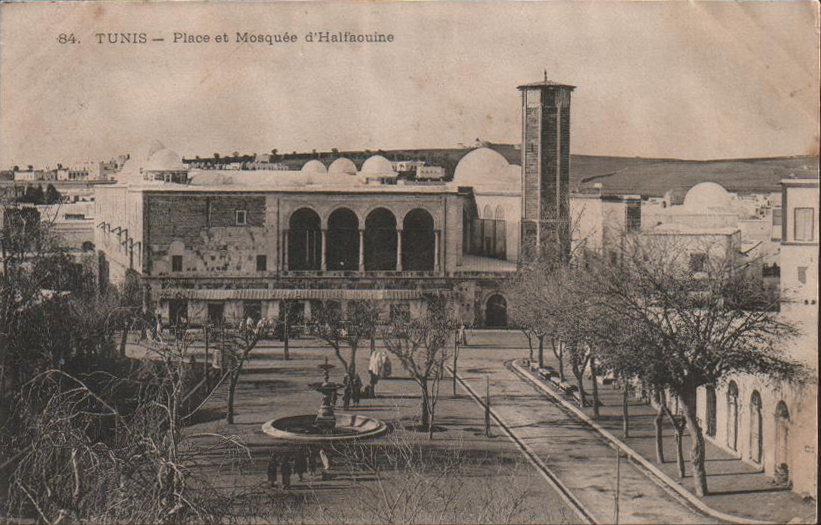
Vue de la mosquée vers 1900.

Elle est la dernière grande mosquée construite à Tunis avant l'instauration du protectorat français en 1881. Son minaret de forme octogonale est resté inachevé jusqu'en 1970, lorsque des travaux de restauration ont terminé son lanternon.
Elle porte le nom du grand vizir Youssef Saheb Ettabaâ qui l'inaugure en 1814. Sa construction dure six ans, à partir de 1808, sous la houlette de Sassi Ben Frija avec une main d'œuvre constituée principalement d'esclaves européens capturés par les corsaires de Tunis et mis à la disposition du ministre par Hammouda Pacha, d'où l'influence italienne dans l'architecture de l'édifice : colonnes à fûts cannelés, chapiteaux de type unique et surtout placage de marbre polychrome.

## Architecture

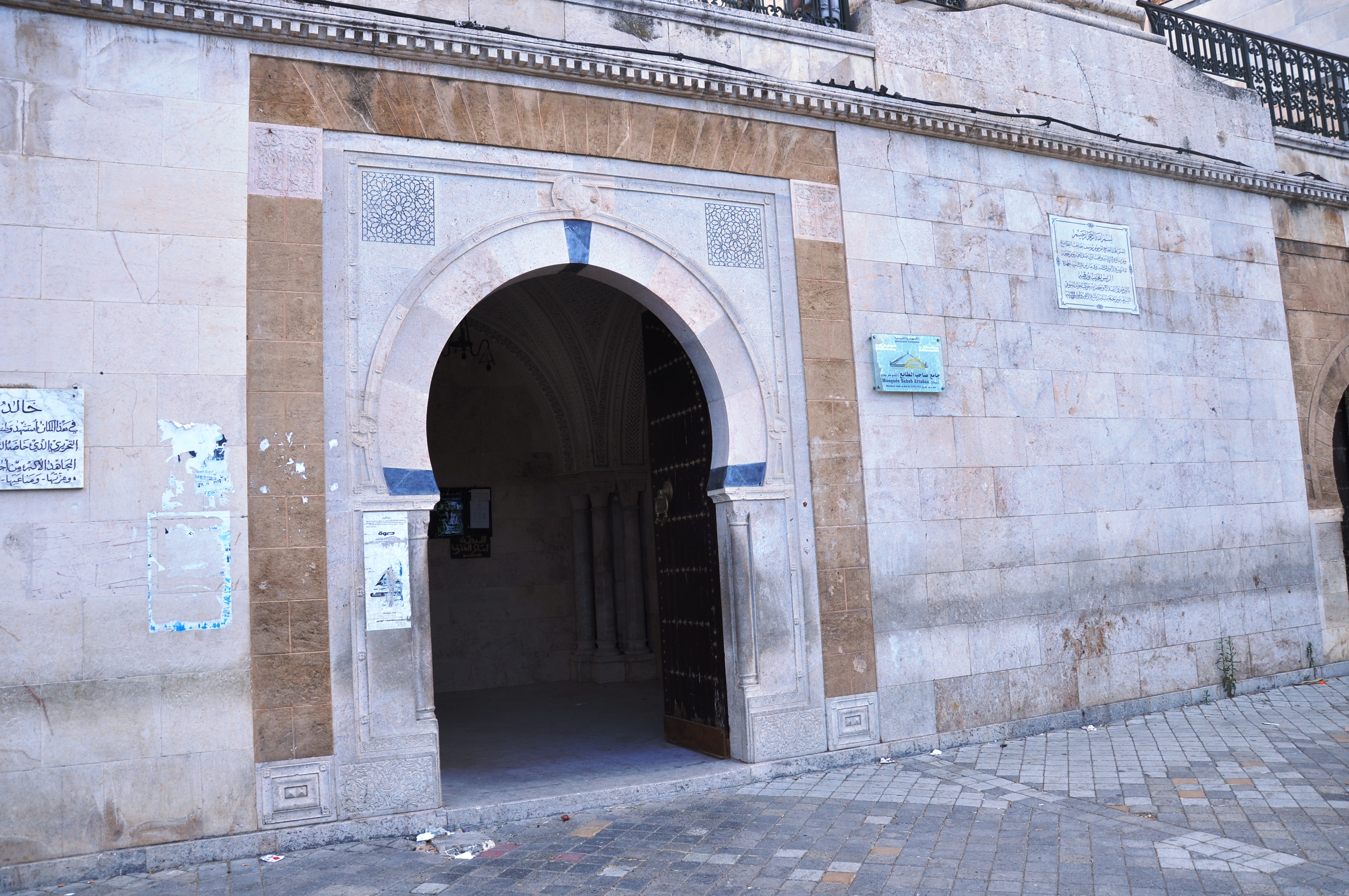
Entrée de la mosquée.
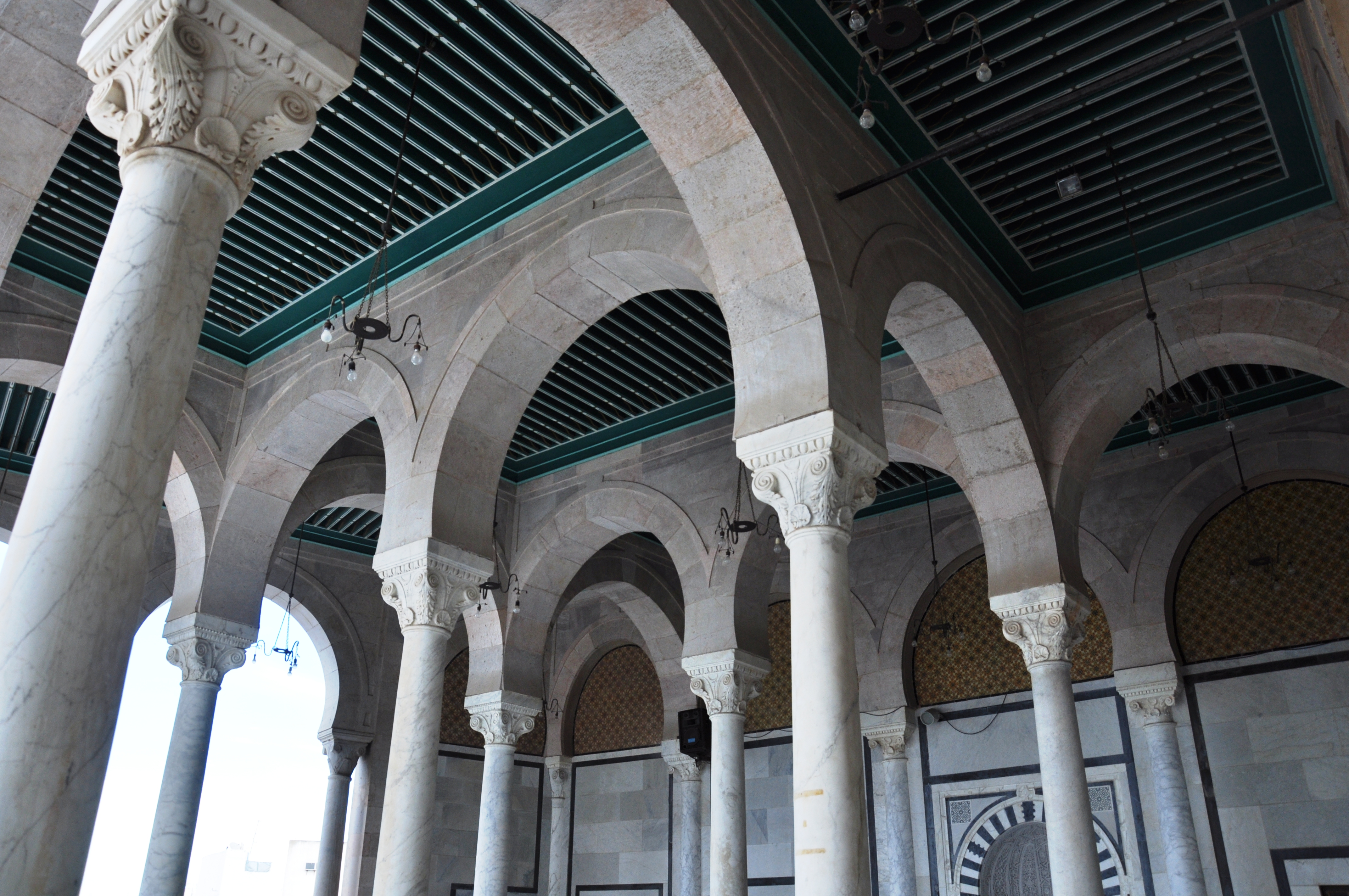
Arcades à colonnes en marbre blanc de la cour intérieure.
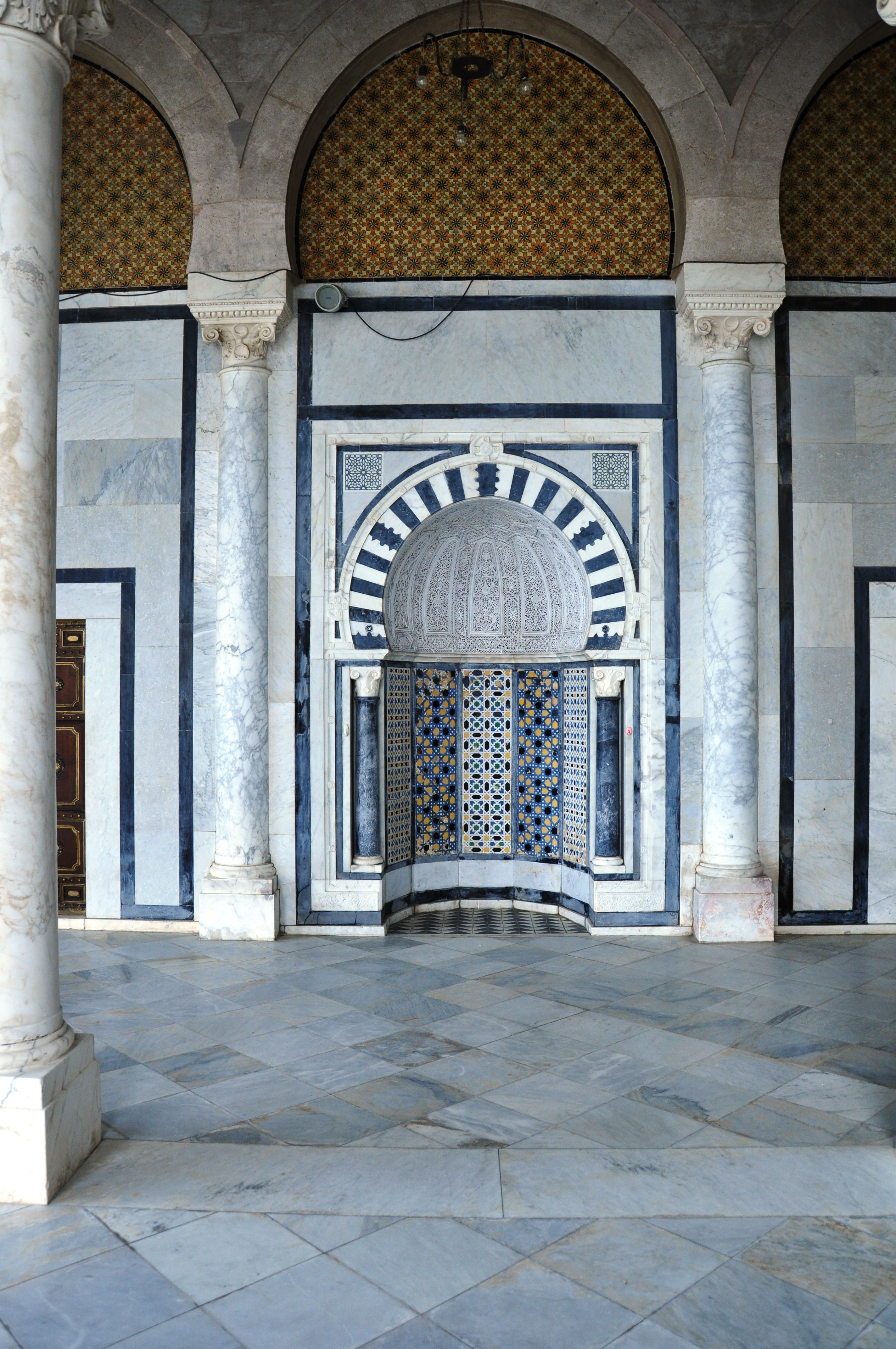
Vue d'une niche ornant l'un des portiques de la cour.
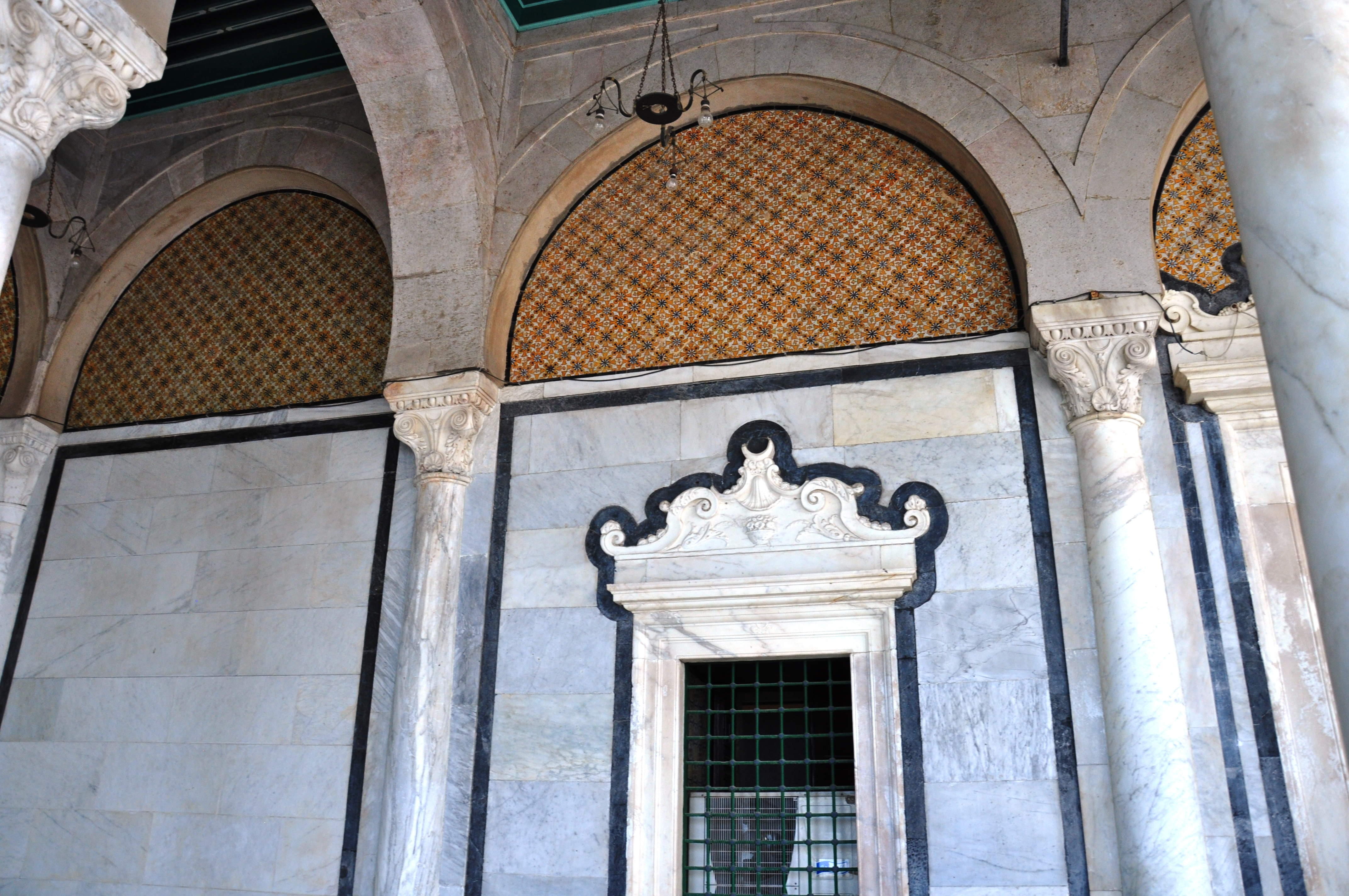
Baie dont l'encadrement sculpté en marbre blanc est souligné en marbre noir.
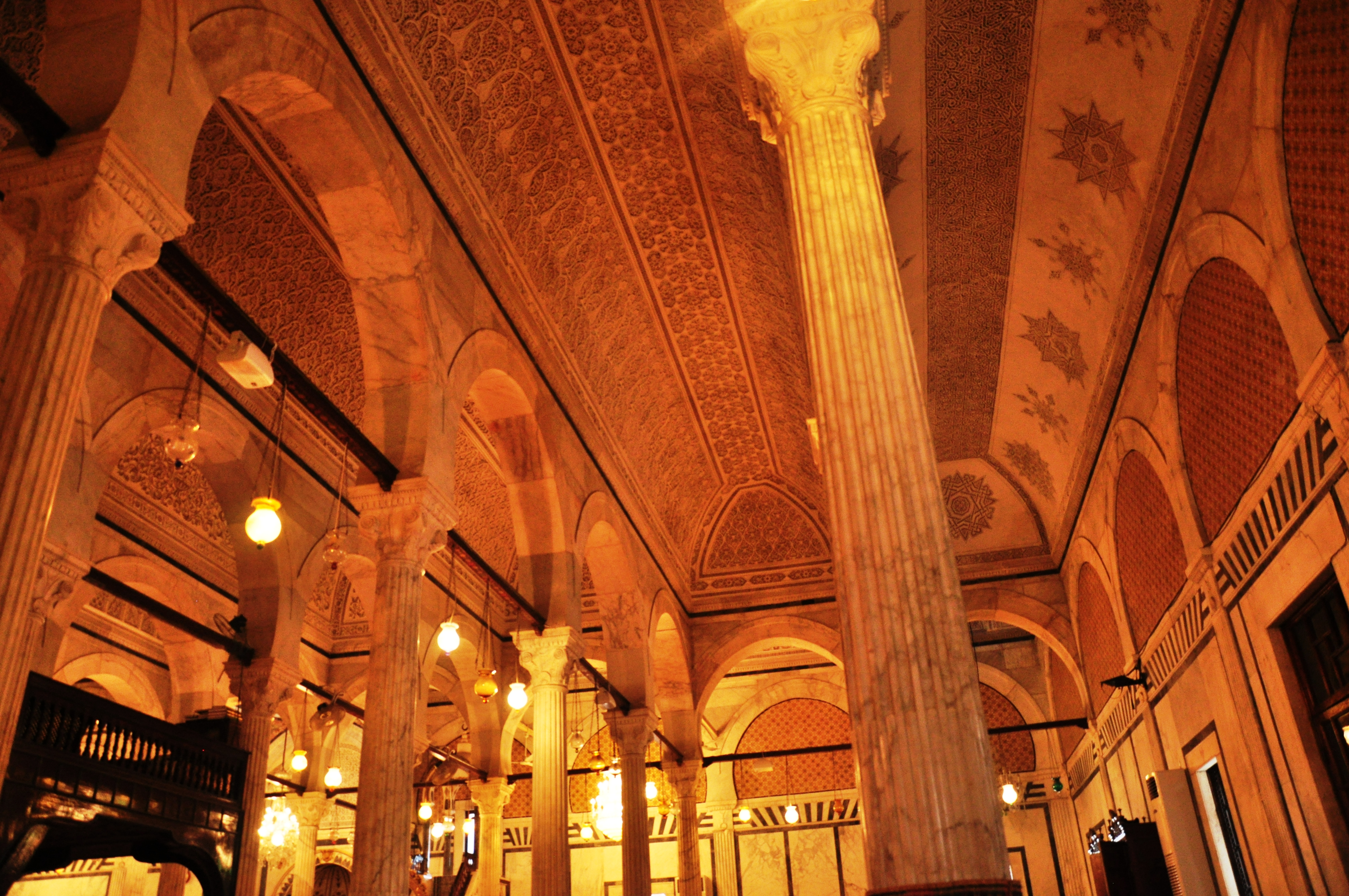
Vue des voûtes de la salle de prière, revêtues de décors en plâtre sculpté.
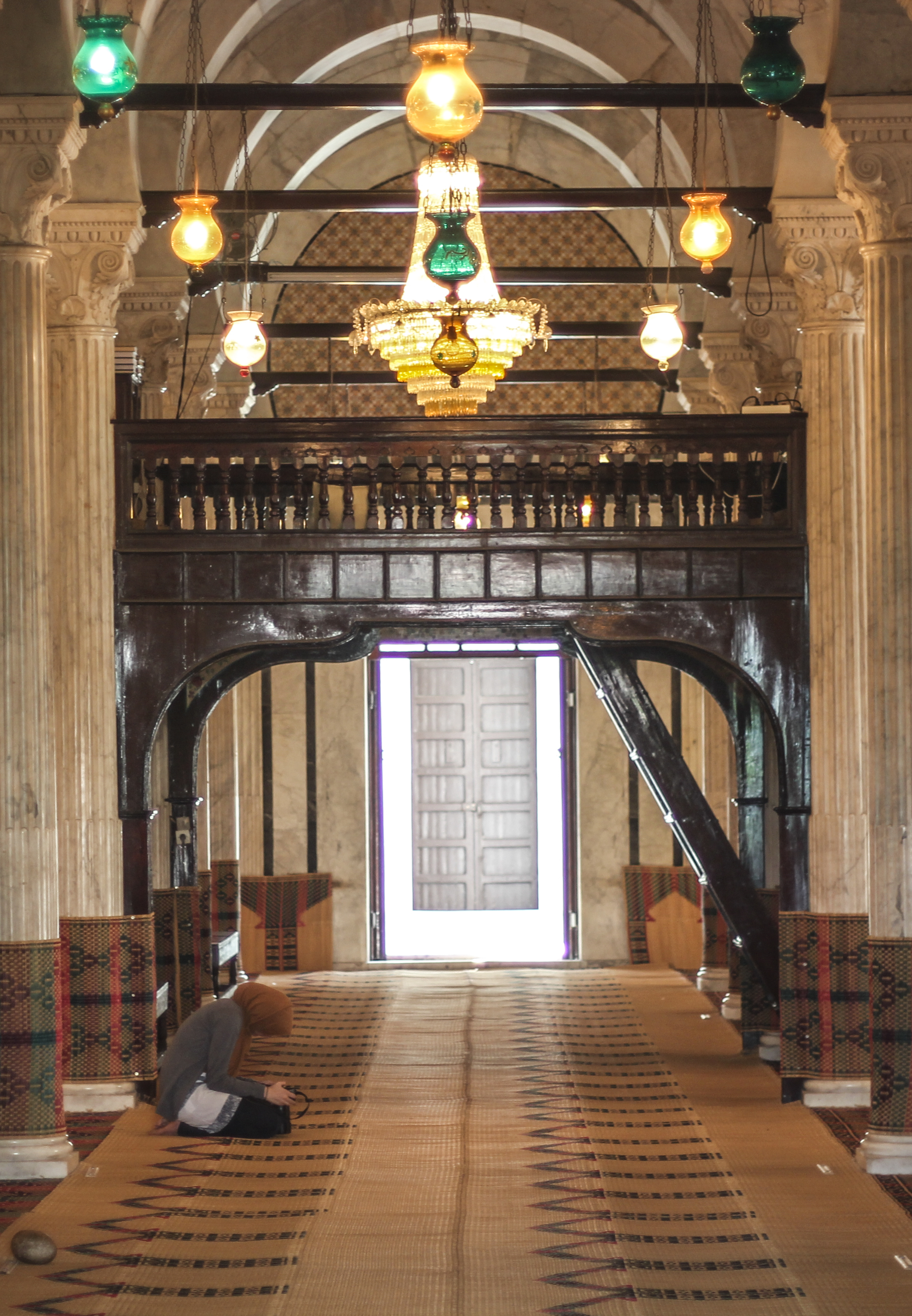
Vue d'une travée de la salle de prière.
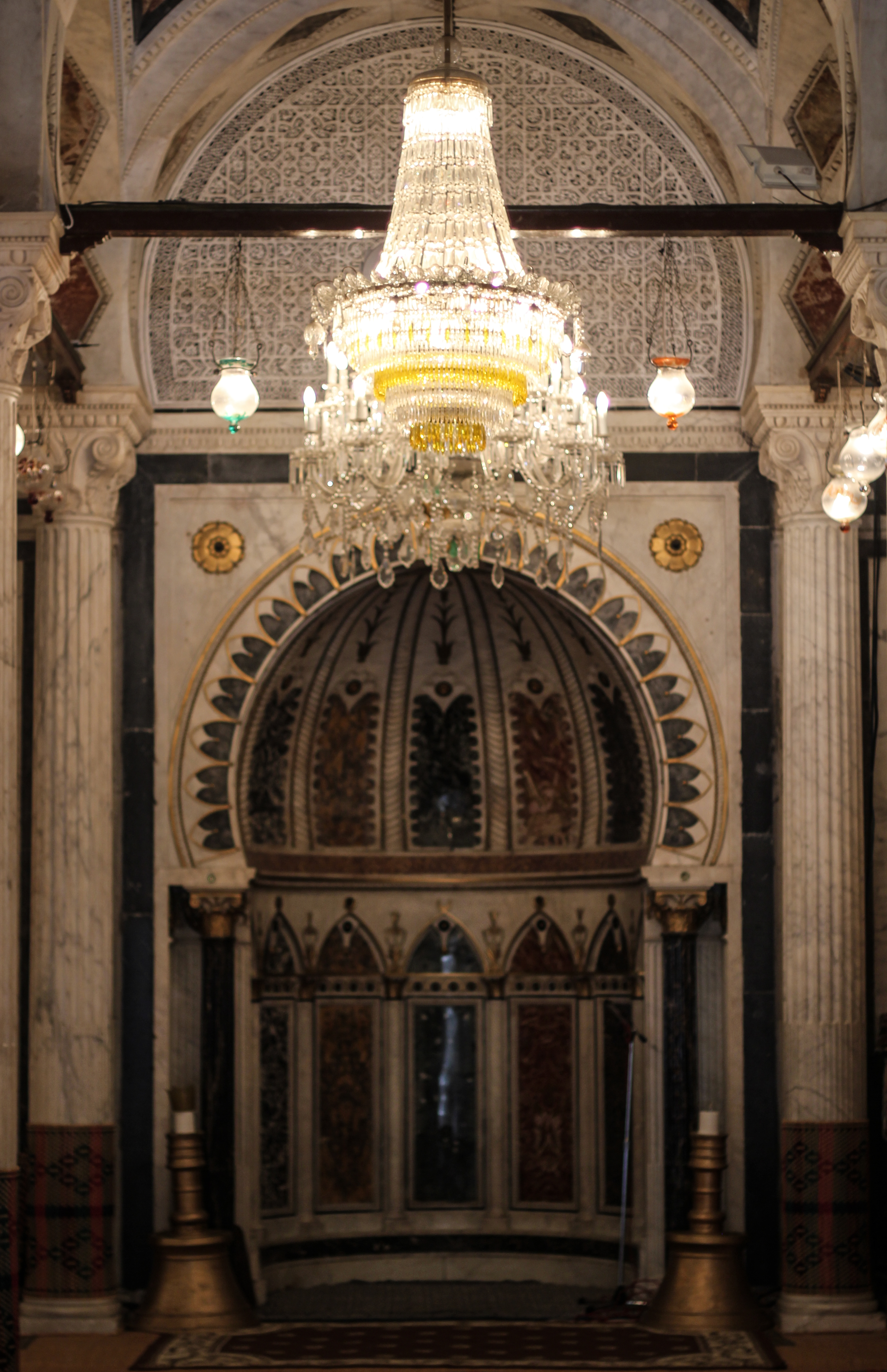
Mihrab richement orné.
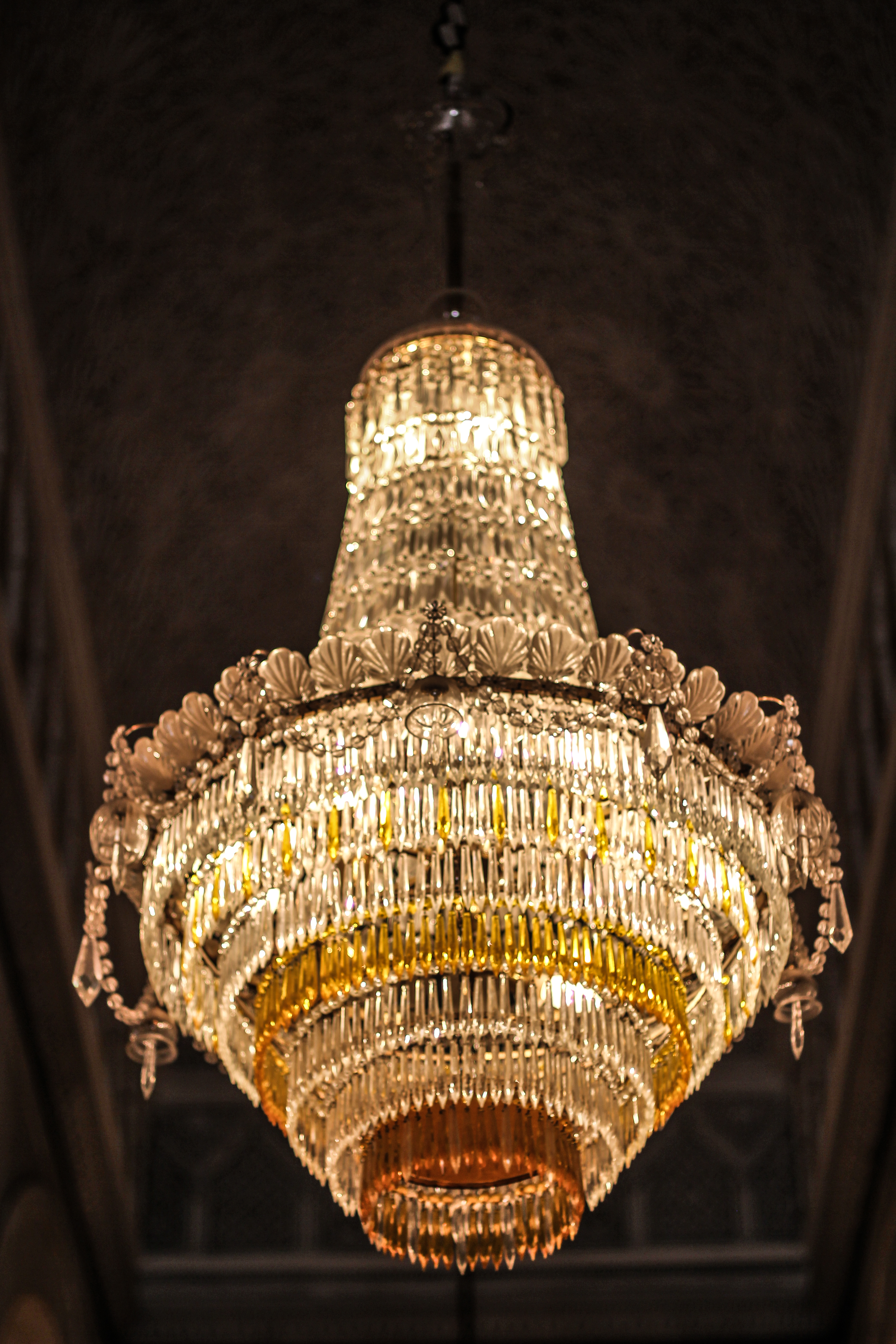
Gros plan sur un lustre de la salle de prière.

Comme plusieurs bâtiments de la médina, tout le soubassement de la mosquée est composé de pierres d'appareil réguliers provenant des ruines de Carthage.
La salle de prière est divisée en neuf nefs et sept travées. Les murs sont presque entièrement revêtus de marbre importé de Carrare (en Italie), de même que les colonnes, coiffées de chapiteaux composites, qui soutiennent des arcs légèrement outrepassés. Les voûtes de la salle de prière sont enrichies de décorations en plâtre sculpté à l'exécution remarquable.
L'ornementation du mihrab, réalisée en marbres polychromes, associe arcatures pseudo-gothiques et motifs floraux rehaussés de quelques touches de dorure. La mosquée imposante domine le quartier de Halfaouine avec ses nombreuses coupoles et galeries à colonnades en marbre italien travaillé spécialement pour l'édifice.
Elle fait partie d'un grand complexe architectural construit au même moment et comprenant un souk, un hammam, deux médersas, une fontaine publique (sabil), un fondouk et le palais Saheb Ettabaâ (devenue une bibliothèque publique) ainsi que son tombeau. L'association de ces annexes au lieu de culte est un exemple unique dans la construction des édifices religieux.